# Bún đậu mắm tôm
Bún đậu mắm tôm là món ăn đơn giản, dân dã trong ẩm thực miền Bắc Việt Nam và có xuất xứ từ Hà Nội. Đây là món thường được dùng như bữa ăn nhẹ, ăn chơi, đôi khi là bữa tối chính. Thành phần chính gồm có bún tươi, đậu hũ chiên vàng, chả cốm, thịt luộc, nem chua, dồi, mắm tôm pha tắc, ớt và ăn kèm với các loại rau thơm như tía tô, kinh giới, rau húng, xà lách, cà pháo... Cũng như các món ăn dân gian khác, giá thành rẻ nên được nhiều người giới bình dân ăn nên thu nhập của những người buôn bán những món ăn này khá cao.